# Neocurtilla claraziana
Neocurtilla claraziana är en insektsart som först beskrevs av Henri Saussure 1874.  Neocurtilla claraziana ingår i släktet Neocurtilla och familjen mullvadssyrsor. Inga underarter finns listade i Catalogue of Life.